# Dvonizni oman
Dvonizni oman (bilušina oman; lat. Pentanema bifrons), biljna vrsta iz porodice glavočika nekad smještana u rod Inula (oman), pa joj otuda naziv dvonizni oman, danas se vodi kao član roda Pentanema. Raširena je po cijelom sjevernom europskom Sredozemlju, pa i u Hrvatskoj
Opisana je u Taxon 67(1): 159. 2018., a prvi puta kao Inula bifrons L.

## Sinonimi
- Aster bifrons (L.) All. in Fl. Pedem. 1: 197 (1785)
- Conyza bifrons L. in Sp. Pl.: 861 (1753)
- Helenium bifrons (L.) Kuntze in Revis. Gen. Pl. 1: 342 (1891)
- Inula bifrons (L.) L. in Sp. Pl., ed. 2.: 1236 (1763)
- Placus bifrons (L.) M.Gómez in Anales Soc. Esp. Hist. Nat. 19: 273 (1890)